# Gyaritus hamatus
Gyaritus hamatus là một loài bọ cánh cứng trong họ Cerambycidae.